# Gabriele Mirabassi
Pour les articles homonymes, voir Mirabassi.

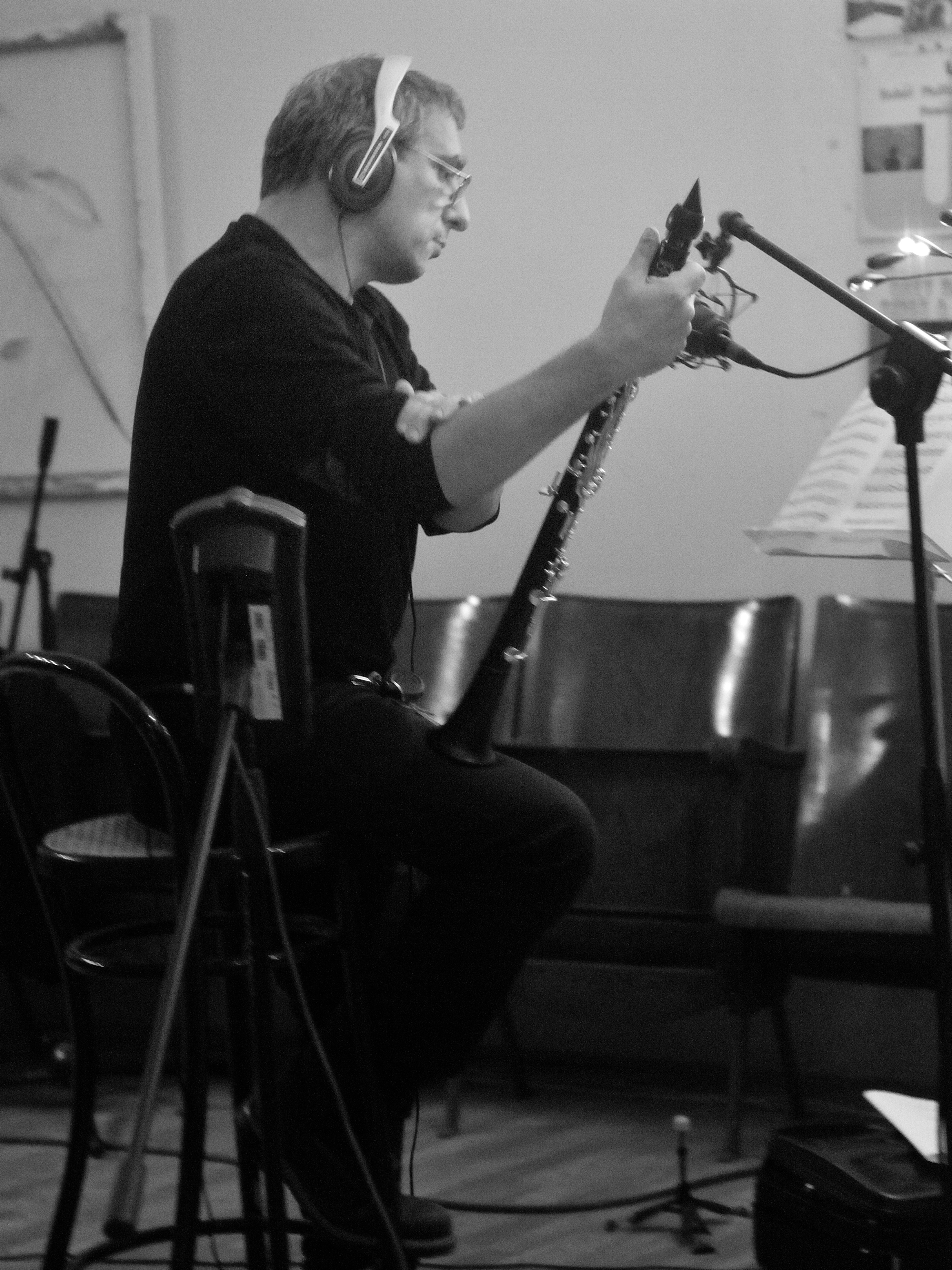

Gabriele Mirabassi, né le 16 septembre 1967 à Pérouse, est un clarinettiste de jazz et de musique contemporaine italien. Il est le frère du pianiste de jazz Giovanni Mirabassi.

## Biographie
Jusqu'en 1986, Gabriele Mirabassi étudie la musique classique et contemporaine au Conservatoire Francesco Morlacchi de Pérouse, et apparaît essentiellement comme interprète de musique contemporaine.

Il fonde en 1986 avec d'autres musiciens du conservatoire l'ensemble Furteux l'Artisanat, qui a été actif jusqu'en 1992.

Il joue régulièrement avec l'ensemble Musica Negativa de Francfort, l'ensemble des Carnets pérugiens de musique contemporaine (Quaderni Perugini di Musica Contemporanea), et l'ensemble Veni de Bratislava. Il a travaillé avec des musiciens comme John Cage, Gunther Schuller, Jürg Wittenbach, Siegfried Palm, Louis Andriessen et Rainer Riehn.
Il fonde le Gabriele Mirabassi Trio en 1991 avec Luciano Biondini (accordéon) et Michel Godard (tuba), avec lesquels il crée un répertoire inspiré des complexités harmoniques de la musique classique du XXe siècle et des jeux rythmiques du jazz, sans oublier la polyrythmie de certaines musiques populaires italiennes.

Depuis 1992, il travaille avec des musiciens de jazz tels que Richard Galliano, Sérgio Assad, et Stefano Battaglia, et se produit régulièrement sur les scènes italiennes et les festivals de jazz internationaux.
En 1996, il remporte le Top Jazz du concours Italian Jazz Awards, dans la catégorie Meilleur nouveau talent.
Son album, Canto d'ebano ("le Chant d'ébène"), est un hommage aux bois africains qui, travaillés par des mains passionnées, deviennent clarinette.
Ses participations avec des musiciens de tous horizons sont fréquentes, ayant enregistré avec des artistes comme Rabih Abou-Khalil, Mina, Steve Swallow, Enrico Rava, Battista Lena, Enrico Pieranunzi, Roberto Gatto, Gianmaria Testa. Il collabore avec l'écrivain italien Erri De Luca pour la pièce Quichotte et les invincibles, ainsi qu'avec les chanteuses Barbara Casini, Monica Demuru pour Costruzione (Construction), un spectacle à mi-chemin entre musique et théâtre en hommage au romancier brésilien Chico Buarque. Gabriele Mirabassi travaille sur les musiques brésiliennes, et plus particulièrement le choro, lors de ses visites régulières au Brésil.

## Discographie
- 1990 : Gabriele Mirabassi Electroacoustic Quartetto, Quadrivium
- 1992 : Coloriage avec Richard Galliano, Egea Records
- 1993 : Pyromaniax, avec le groupe Focuspocus, Ixthuluh Records
- 1995 : Fiabe avec Stefano Battaglia, Egea
- 1996 : Come una volta avec Gianni Coscia, Battista Lena, Enzo Pietropaoli, Egea
- 1997 : Duty Free, avec le groupe Focuspocus, Egea
- 1997 : Cambaluc avec Battista Lena, Richard Galliano, Giovanni Mirabassi, Riccardo Tesi, Egea
- 1999 : Velho retrato avec Sérgio Assad, Egea
- 2000 : Lo Stortino avec Luciano Biondini, Francesco D'Auria, Michel Godard, Egea
- 2000 : Luna Park avec Rossano Emili, Pietro Tonolo, Giampaolo Casati, Roberto Rossi, Massimo Pirone, Egea
- 2002 : Latakia Blend, avec Luciano Biondini, Michel Godard, Egea
- 2001 : 1 - 0 (Una a Zero) avec Luciano Biondini, Michel Godard, Patrick Vaillant, Egea
- 2003 : Fuori le Mura avec Luciano Biondini, Egea
- 2004 : Graffiando Vento avec Guinga, Egea
- 2005 : New Old Age, avec John Taylor et Steve Swallow, Egea
- 2007 : La Farfalla Del Mare, avec Moony Witcher, Egea
- 2008 : Canto di Ebano, Egea
- 2010 : Miramari avec André Mehmari, Egea
- 2014 : A Testa in Giù ! (De Cabeça Para Baixo), avec l'Orquestra à base de sopro de Curitiba, Egea
- 2014 : Um Brasil diferente, avec Roberto Taufic, Dodicilune
- 2015 : Amori Sospesi, avec Nando Di Modugno et Pierluigi Balducci, Monica Salmaso, Cristina Renzetti, Dodicilune Studio

Avec Rabih Abou-Khalil :
- 2001 : Cactus of Knowledge, Enja Records
- 2003 : Morton's Foot, Enja Records

Avec Gianmaria Testa :
- 2006 : Da questa parte del mare, Harmonia Mundi

Avec Erri de Luca :
- 2008 : Quichotte et les Invincibles, de Erri De Luca, avec Erri De Luca et Gianmaria Testa, livre + DVD, Gallimard[1]

Autres collaborations :
- 1996 : Banda Sonora, avec Battista Lena et Enrico Rava, Label Bleu
- 2001 : Domani, bande originale du film, par Battista Lena, Cam Jazz
- 2001 : Moon - Kenny Wheeler, John Taylor, Egea
- 2003 : Le Regard d'un ange, avec Michel Godard, Linda Bsiri, Michele Rabbia, Symphonia
- 2004 : Acquario, avec Arkè String Project et Stefano Bollani, Egea
- 2004 :  Arkè String Project avec Stefano Bollani, Acquario
- 2006 : Huj: Imaginations about Béla Bartók's Collection of Hungarian Folk Melodies avec Wolfgang Netzer, Oehms
- 2006 : Racconti Mediterranei, avec Enrico Pieranunzi et Marc Johnson, Egea
- 2008 : Presente Remoto, avec Ricardo Tesi
- 2008 : Tango Mediterraneo, Nuevo Tango Ensamble featuring Gabriele Mirabassi, Jazzhaus Records
- 2009 : Variations sur le thème de Pagliacci, de Enrico Blatti, avec le Blue Chamber Orchestra, Solaris Records
- 2009 : Miramari avec André Mehmari, Tratore
- 2009 : Dedicated to...Just me! avec Joanna Rimmer, Sam Production
- 2011 : Tanti Saluti… Best Regards…, Forsvarets Distriktsmusikkorps Nord-Norge, Lars Jansson, Helge Sveen, Arild Stav, Turn Left Prod
- 2012 : Kyra, Pietro Ballestrero Ensemble, Velut Luna
- 2017 : Core[coraçao], Maria Pia de Vito avec Chico Buarque, Huw Warren, Roberto Taufic, Roberto Rossi, Jandomusic